# Liste des îles de la mer Égée

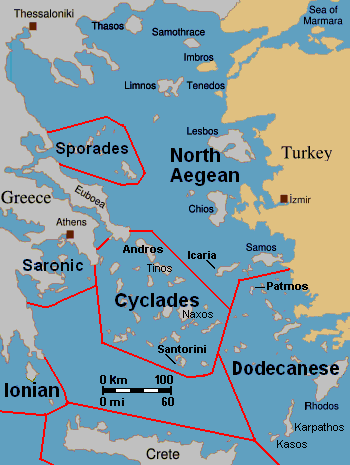
Carte de la mer Égée et ses îles.

Cette liste des îles de la mer Égée,  inventorie les îles de  Grèce et de Turquie faisant partie de la mer Égée. Depuis la Seconde Guerre mondiale, la grande majorité des îles et îlots se trouvent en territoire grec, à l'exception notable des îles et îlots turcs de Cunda, Uzunada, des îles Tavşan (en), d'Imbros, de Ténédos et d'autres petits îlots au large des côtes ouest et sud de la Turquie. Elle ne comprend pas l'île grecque de Kastellórizo, qui se trouve en dehors des limites de la mer Égée. En effet,  l'île fait partie de la mer Méditerranée, dans le   bassin Levantin, en Méditerranée orientale et à deux kilomètres des côtes turques. La liste comprend les îles Ioniennes du Sud (Cythère et Anticythère), qui sont bien incluses dans le périmètrede la mer Égée,.

## Grèce
Les îles grecques de la mer Égée par région :

Intégration des îles de la mer Égée (par périodes).

Les îles de la mer Égée, auxquelles s'ajoutent Cythère et Anticythère

.

### Macédoine-Orientale-et-Thrace
- Thasos
- Samothrace

### Macédoine-Centrale
- Ammoulianí
- Diáporos

### Égée-Septentrionale
- Lesbos
- Chios
- Samos
- Lemnos
- Ikaría
- Ágios Efstrátios
- Psará
- Fourni
- Inoússes
- Thymaina
- Antipsara
- Pasás (el)
- Ágios Minás (el)
- Samiopoúla

### Thessalie
- Skópelos
- Alonissos
- Skiathos
- Kyrá Panagiá
- Peristéra
- Gioúra
- Skántzoura
- Válaxa
- Pipéri
- Skyropoúla
- Eriniá
- Sarakinó
- Tsoungriá
- Adélfi (el)
- Prásso (el)
- Psathoúra
- Lechoúsa (el)

### Attique

#### Îles Saroniques
- Salamine
- Égine
- Hydra
- Poros
- Spetses
- Dokos
- Angístri
- Ágios Geórgios
- Pátroklos (el)
- Psilí (el)
- Platiá (el)
- Romvi
- Fléves (el)
- Moní (el)
- Trikéri (el)
- Ágios Thomás (el)
- Ágios Ioánnis (el)
- Kyrá (el)
- Arsída (el)
- Spetsopoula
- Psyttália

#### Îles Ioniennes
- Cythère
- Anticythère

### Égée-Méridionale

#### Cyclades

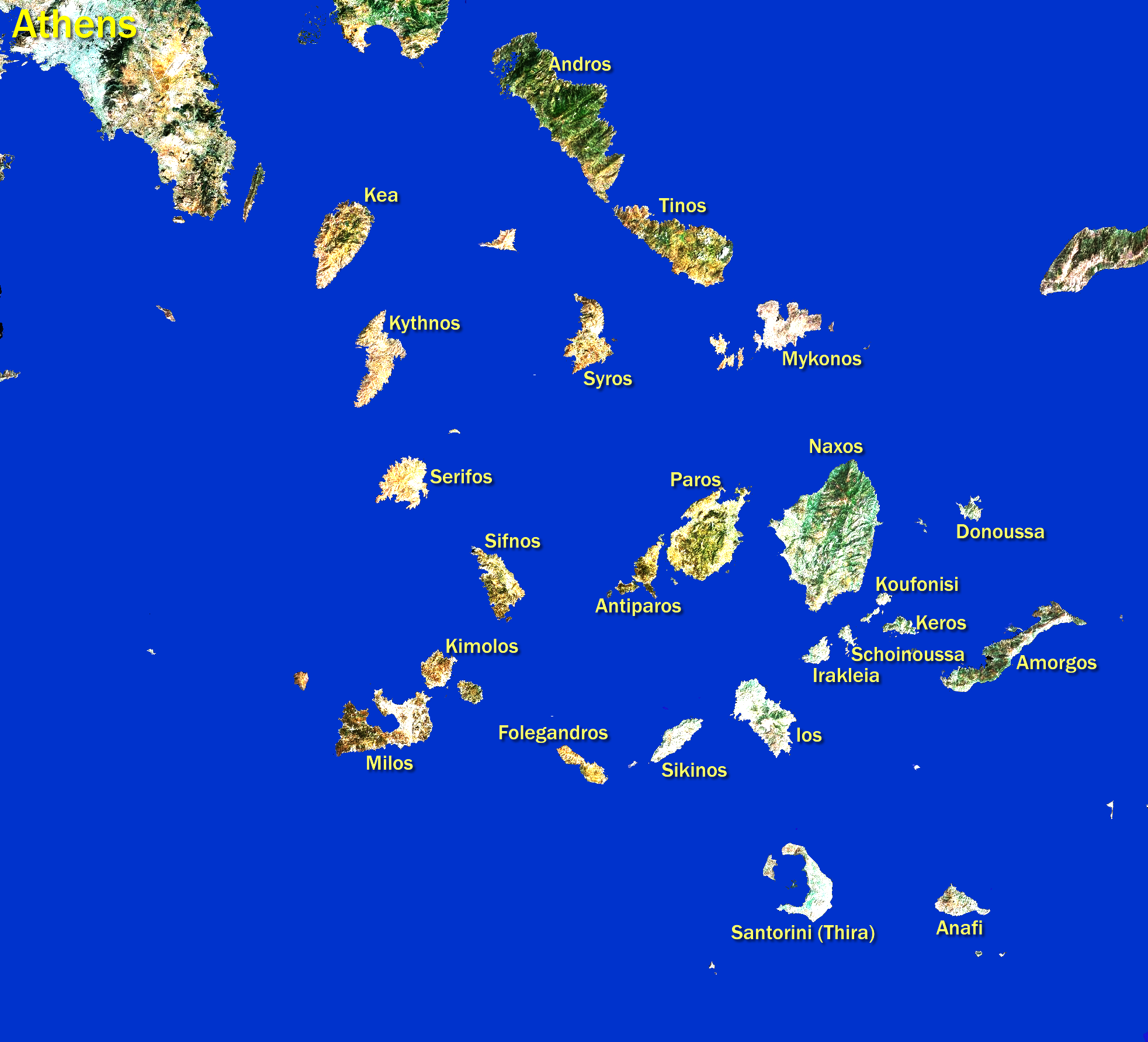
Les Cyclades.

- Naxos
- Ándros
- Páros
- Tínos
- Milos
- Kéa
- Amorgós
- Íos
- Kythnos
- Mykonos
- Syros
- Santorin
- Sérifos
- Serifopoúla
- Vous
- Sifnos
- Síkinos
- Anáfi
- Kímolos
- Antíparos
- Folégandros
- Makrónissos
- Irakliá
- Gyáros
- Polýaigos
- Kéros
- Rhénée
- Donoússa
- Thirassía
- Andimilos
- Despotikó
- Schinoússa
- Koufoníssia
- Délos

#### Dodécanèse
- Rhodes
- Kárpathos
- Kos
- Kálymnos
- Astypalée
- Kassos
- Tílos
- Sými
- Leros
- Nísyros
- Patmos
- Chálki
- Saria
- Lipsí
- Psérimos
- Agathonísi
- Lévitha
- Sýrna
- Alimniá
- Arki
- Gyalí
- Nímos
- Télendos
- Farmakonisi
- Kínaros
- Armáthia
- Kalólimnos

### Autres régions

#### Crète
- Crète
- Día
- Agioi Pandes
- Chrysí
- Koufonísi
- Spinalonga

#### Péloponnèse
- Elafónisos

#### Grèce-Centrale
- Eubée
- Skýros
- Platý (el)
- Petalis
  - Megalonisos Petalion
  - Chersonísi (el)
  - Makronísi, Avgó, Lamberoúsa, Foúndi, Práso, Tragonísi, Pondikóniso et Louloúdi

## Turquie

### Çanakkale
- Imbros
- Ténédos
- Ïles Tavşan (en)

### İzmir
- Uzunada

### Balıkesir
- Cunda

### Muğla
- Kara Ada (en)